# Археогенетика
Археогенетика — область досліджень молекулярної генетики, в якій методи популяційної генетики застосовуються до вивчення історії людства. Автором терміна «археогенетика» є британський археолог Колін Ренфрю.
У 1963 р. Еміль Цукеркандл і хімік Лайнус Полінг запропонували термін «палеогенетика», а «хрещеним батьком» нової дисципліни став біолог Сванте Паабо. Антоніо Аморим використовував термін «Археогенетика» виключно щодо генетичних даних антропогенезу.
До методів археогенетики, зокрема, відносять:
- Аналіз ДНК, отриманої з археологічних останків (древньої ДНК, англ. aDNA);
- Аналіз ДНК сучасних популяцій людей з метою вивчення людського минулого і генетичної спадщини взаємодії людини з біосферою;
- Застосування статистичних методів молекулярної генетики до археологічних даних.

Попередниками археогенетики були дослідження груп крові і ранні роботи про зв'язки між класичними генетичними маркерами і мовнимі та етнічними групами. Серед перших дослідників в цьому напрямку відомі Людвік Гіршфельд і Ханка Гіршфельд, Вільям Бойд і Артур Муран. Починаючи з 1960-х років Луїджі Лука Каваллі-Сфорца використовував класичні генетичні маркери для дослідження доісторичного населення Європи, результатом чого стала публікація у 1994 р. його дослідження «Історія та географія людських генів».
Пізніше генетики проаналізували генетичну історію всіх основних культурних рослин (таких, як пшениця, рис, кукурудза) і домашніх тварин (таких, як корови, кози, свині, коні). Були запропоновані моделі хронології та біогеографії їх одомашнення та подальшого розведення, в основному за даними мітохондріальної ДНК.